# Brad Blanton
W. Brad Blanton (* 4. September 1940) ist ein US-amerikanischer Psychotherapeut, der zweimal für die Wahl zum Repräsentantenhaus der Vereinigten Staaten kandidierte.

## Leben
Brad Blanton schloss 1966 sein Studium an der University of Texas at Austin ab und praktizierte dann 25 Jahre als Psychotherapeut. 1990 gründete er die Radical Honesty Enterprises, um für mehr Ehrlichkeit auf der Welt zu werben. In seinem ersten Buch Radical Honesty: How To Transform Your Life By Telling The Truth, das in mehrere Sprachen übersetzt und zum Bestseller wurde, tritt er für das Konzept der „radikalen Ehrlichkeit“ (englisch: radical honesty) ein. Dieses Konzept ist Kernstück seiner therapeutischen bzw. Coaching-Arbeit und des Weiteren programmatische Grundlage seines politischen Engagements. Bei den Kongresswahlen 2004 trat Blanton im siebten Distrikt von Virginia als parteiloser Kandidat gegen den Republikaner Eric Cantor an und unterlag mit 24 % der Stimmen. Seine erneute Kandidatur bei den Wahlen 2006 zog er schließlich zurück und bat seine Unterstützer, stattdessen den Demokraten Jim Nachman zu wählen, der aber ebenfalls gegen Cantor verlor.
Blanton lebt heute als Autor in Stanley, Virginia, und ist Mitglied der Partei Independent Greens of Virginia.

## Veröffentlichungen (Auswahl)
- Radical Honesty: How To Transform Your Life By Telling The Truth, 1996
- Radical Parenting: Seven Steps to a Functional Family in a Dysfunctional World, 2002
- The Truthtellers, 2004
- Beyond Good and Evil: The Eternal Split-Second Sound-Light Being, 2006